# Острис
Острис (также Острий и Остр; др.-греч. Όστρυς, лат. Ostrys; умер не ранее 471) — византийский военачальник (комит) во второй половине 460-х годов. В 471 году возглавлял неудачный мятеж против императора Льва I Макеллы, а затем в союзе с правителем остготов Теодорихом Страбоном воевал с византийцами.

## Биография

### Исторические источники
Острис известен из нескольких позднеантичных и раннесредневековых исторических источников: «Готской истории» Приска Панийского, «Хроники» Иоанна Малалы, «Пасхальной хроники» и «Хронографии» Феофана Исповедника.

### Происхождение
О происхождении Остриса сведений в исторических источниках не сохранилось. П. Хизер предполагал, что Острис тождественен Триарию, известному только как патроним вождя фракийских остготов Теодориха Страбона. В том числе, этот историк утверждал, что имя Триарий могло быть искажённой латиноязычными авторами формой готского имени Острис. Однако такое отождествление не получило единодушного признания историков, так как не основано на достоверных свидетельствах об Острисе.
В трудах позднеантичных и раннесредневековых авторов указано, что Острис был готом. Об этом же свидетельствует и его имя. Э. А. Томпсон уточнял этническое происхождение Остриса: тот был остготом.
Тем не менее некоторые историки XIX — начала XX веков не исключали и славянского происхождения Остриса. Так, Ф. И. Успенский возводил имя Остриса к славянской форме Острый и считал, что тот был одним из тех ранних славян, кто «переходил Дунай в дружинах готов и гетов».

### Война с Денгизиком

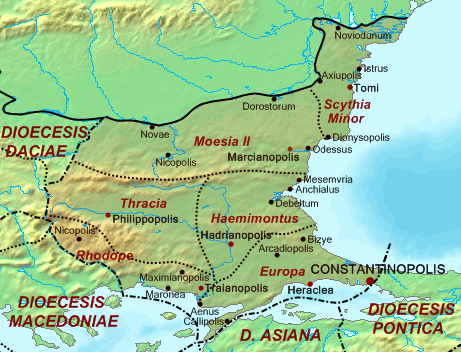
Диоцез Фракия

Достоверных сведений о ранних годах жизни Остриса нет. Если предположение П. Хизера о тождественности Остриса и Триария верно, то ещё во второй половине 440-х годов Острис должен был быть очень влиятельной среди фракийских остготов персоной, так как к тому времени относятся свидетельства о браке сестры или дочери Триария и одного из наиболее знатных византийских военачальников Аспара.
Первое упоминание об Острисе в исторических источниках датируется 466 или 467 годом. Тогда он участвовал в ведшихся во Фракии военных действиях византийцев против соединённых сил остготов и гуннов. Вместе с Анагастом и Василиском Острис был отправлен во главе византийского войска на помощь Аспару и, возможно, Прокопию Антемию. В этой военной кампании противником византийцев был царь гуннов Денгизик. По утверждению Приска Панийского, Денгизик и его брат Эрнак направили послов к византийцам, чтобы заключить новое торговое соглашение. Однако выдвинутые гуннскими вождями условия оказались для императора Льва I Макеллы неприемлемыми. Поэтому Денгизик, даже без поддержки вовлечённого в междоусобные войны Эрнака, начал военные действия против Византии. Когда гунны готовились переправиться через Дунай, Денгизик проигнорировал послов Анагаста. Однако гуннский царь сам направил своих людей к императору Льву I, потребовав от правителя Византии земли для поселения и деньги. На эти условия император был вынужден согласиться. Несмотря на успех переговоров, по неизвестным причинам война вскоре возобновилась. Первой целью византийских военачальников стали заключившие союз с Денгизиком остготы (в изложении Приска Панийского — «скифы»). В 467 году Анагаст, Василиск и Острис в низменной лощине осадили состоявшую из остготов и гуннов большую группу варваров. Страдая от голода, осаждённые вступили в переговоры с византийскими военачальниками. Те под предлогом лучшей организации снабжения продовольствием разделили своих противников на несколько частей: отдельно остготов, отдельно гуннов. Одновременно византийский командир по имени Хелхал смог обманом посеять вражду между остготами и гуннами. Когда же между теми началось сражение, в него вступили и византийцы, во множестве «убивавшие всякого варвара, кто бы ни попался». Только части варваров удалось пробиться через византийские отряды и спастись. В 469 году гунны снова вторглись в византийские владения во Фракии. Однако и эти военные действия завершился полной победой византийцев: Денгизик погиб в битве, а его отрубленную голову Анагаст отправил в Константинополь. Описывая эти события, Ю. А. Кулаковский характеризовал Остриса как «видного участника войны с гуннами».
Приск Панийский называл Остриса военным магистром. Однако так как Острис находился в подчинении презентального военного магистра (лат. magister militum praesentalis) Аспара, предполагается, что он имел более низкое, чем тот звание. Возможно, направленные в помощь Аспару полководцы были военачальниками византийской армии во Фракии: Острис и Анагаст — комитами военных дел (лат. comites rei militaris), а Василиск — военным магистром. Так же Острис мог тогда временно занимать должность вакантного военного магистра (лат. magister militum vacantes). В свою очередь, Дж. Б. Бьюри и М. Грант считали, что во время войны с гуннами Острис сам был презентальным военным магистром, став в этой должности преемником Зинона.

### Мятеж против Льва I Макеллы

Константинополь в византийский период

К началу 470-х годов отношения Аспаридов и Льва I Макеллы значительно обострились. Император желал избавиться от Аспара, самого влиятельного из своих подданных. Главной причиной конфликта было стремление Аспара поддерживать мирные отношения с соседствовавшими с Византией германцами (в первую очередь с вандалами и остготами), а Лев I делал ставку на военные действия против варваров. Также сыграли роль и религиозные разногласия Аспаридов с императором: Аспар и члены его семьи были арианами, в то время как Лев I придерживался никейского вероисповедания. В 471 году Аспариды были обвинены в подготовке заговора против императора. О, якобы, мятежных намерениях Аспара Льву I сообщил его зять Зинон. В результате по приказу Льва I придворные евнухи убили Аспара и его сына Ардавура Младшего во время посещения теми Большого дворца. Второй сын Аспара — женатый на дочери Льва I Леонтии Флавий Юлий Патриций — по разным данным то ли погиб вместе с отцом и братом, то ли был только ранен и пощажён императором. Невредимым из этих событий вышел только младший сын Аспара Германарих: он был спасён Зиноном, с которым имел хорошие личные отношения. После этих убийств император Лев I получил среди своих современников прозвище «Мясник» (лат. Macelles).
Во время этих событий Острис, скорее всего, занимал должность комита. Предполагается, что он или всё ещё был комитом военных дел, или уже стал комитом доместиков. Не исключено, что Острис мог быть и презентальным военным магистром. Предполагается, что под его началом находились расквартированные в Константинополе готские федераты. Судя по приверженности Остриса Аспаридам, он был также командиром отряда букеллариев Аспара, состоявшего из приблизительно ста воинов личной охраны военачальника. В любом случае это свидетельствует о высоком положении Остриса в военной иерархии Византии.
Неизвестно, находился ли Острис во время гибели Аспара в его свите или узнал об убийстве уже после случившегося. Как бы то ни было, Острис решил отомстить за смерть своего патрона. Современные нам авторы считают, что гибель Аспара была расценена близкими к нему людьми как «объявление войны всем соплеменникам» убитого. Кроме того, убийство военачальника, у которого германские федераты находились в подчинении или даже частично на содержании, могло негативно сказаться не только на их материальном обеспечении, но и на их положении как самой влиятельной военной силы в столице Византии. Возможно, Острисом двигали и дружеские отношения с Аспаром, с которым он был связан долгими годами совместной воинской службы. По мнению П. Хизера, в мятежных намерениях Остриса важную роль играли и его близкие родственные связи с Аспаром. Таким образом, мятеж против Льва I Макеллы лично для Остриса был скорее кровной местью, чем антигосударственным деянием.
По свидетельству Иоанна Малалы, сразу после гибели Аспара Острис объединил верных Аспаридам людей и во главе «множества готов, комитов, других их слуг и многочисленных приверженцев» атаковал императорский дворец. Мятежникам даже удалось ворваться в здание и учинить там большое кровопролитие. Однако нападение, хотя и не без труда, было отбито в основном состоявшим из исавров отрядом экскувиторов. Сам Острис, уже окружённый врагами, едва избежал плена. Он сумел покинуть Константинополь, «взяв наложницу Аспара, прекрасную готскую девушку, которая на коне отправилась вместе с ним». Возможно, жена Аспара сопровождала своего мужа во время визита ко Льву I Макелле и после гибели супруга была заключена под стражу императорскими слугами. Таким образом, единственное, чего сумел добиться Острис нападением на Большой дворец — освободить вдову своего покровителя. Предполагается, что неудача восстания стала следствием недостаточной численности и плохой воинской подготовки мятежников: судя по «Хронике» Иоанна Малалы, большинство из них были гражданскими служащими претория. Поэтому участники восстания не смогли разгромить хорошо вооружённую и преданную Льву I Макелле императорскую гвардию из приблизительно трёхсот воинов. Возможно, не последнюю роль в неудаче мятежников сыграла скоропалительность и, как следствие, неподготовленность их действий. Хотя позднеантичные и раннесредневековые авторы однозначно не сообщают, какая обстановка царила в Константинополе во время мятежа Остриса, современные нам историки считают, что город в то время был охвачен беспорядками (скорее всего, антиимператорскими). Вероятно, эти волнения и позволили Острису и его последователям покинуть столицу. Вряд ли они могли пробиться через почти всю столицу, чтобы достигнуть городских ворот. Предполагается, что от императорского дворца оставшиеся в живых мятежники направились в расположенную поблизости гавань, где захватили корабль и на нём покинули Константинополь. На основании того, что ни о каких значительных последствиях беспорядков в исторических источниках не сообщается, делается вывод о быстром подавлении бунта горожан верными Льву I Макелле войсками.
Потерпев поражение в Константинополе, Острис со своими приверженцами и вдовой Аспара бежал во Фракию, где разграбил несколько селений: возможно, находившихся вблизи столицы. Предполагается, что количество находившихся тогда с Острисом людей не могло превышать две сотни, а, скорее всего, было значительно меньше. Так как вдова Аспара была сестрой или тётей правителя фракийских остготов Теодориха Страбона, Острис нашёл убежище у этого германского вождя. Теодорих Страбон на правах близкого родственника Аспара объявил себя наследником его имущества и должностей. Намереваясь получить требуемое, остготский правитель и Острис разорили некоторые поселения во Фракии, а затем подступили к Константинополю. Именно к этому походу в сочинении Феофана Исповедника отнесено свидетельство о нападении мятежников на императорский дворец. Однако как и Иоанн Малала, Феофан Исповедник сообщал о безрезультатности этого мероприятия, так как мстители за Аспара были отброшен от столицы Византии войсками под командованием Зинона и Василиска. Анализируя противоречивые свидетельства раннесредневековых авторов, современные нам историки пришли к выводу, что именно Острис, а не Теодорих Страбон, был предводителем войска фракийских готов во время этого похода на Константинополь. Военные действия между византийцами и фракийскими остготами продолжались до 473 года, когда Лев I Макелла всё же согласился удовлетворить требования Теодориха Страбона. Тот был назначен презентальным военным магистром (возможно, Теодорих Страбон стал преемником в этой должности Остриса), получил от византийцев годовое жалование для тринадцати тысяч остготских воинов, а также был наделён императором титулом «король готов».
К тому времени находившиеся под командованием Аспара отряды германских федератов уже были распущены: часть их воинов поселилась во Фракии, а часть перешла на службу к Теодориху Страбону. С тех пор наиболее влиятельной военной силой при византийском императорском дворе стали возглавляемые Зиноном отряды исавров. О дальнейшей судьбе Остриса достоверных сведений в исторических источниках не сохранилось. Только в одной из рукописей «Хроники» Иоанна Малалы Острис назван «человеком, позднее пострадавшим». Возможно, это может свидетельствовать о насильственной смерти Остриса: или от рук византийцев во время инициированного Львом I Макеллой преследования находившихся на императорской службе готов, или во время борьбы за власть над фракийскими остготами. По мнению П. Хизера, Острис мог скончаться уже ко времени заключения византийско-остготского соглашения 473 года.
Ю. А. Кулаковский писал, что «решительность и смелость, которые проявил Острис, вызвали к нему всеобщее сочувствие». По свидетельству Иоанна Малалы, уже после подавления мятежа константинопольцы кричали императору Зинону: «Нет друзей у мёртвого, кроме Остриса». Эти слова впоследствии стали поговоркой.